# Istoria locomotivei Diesel

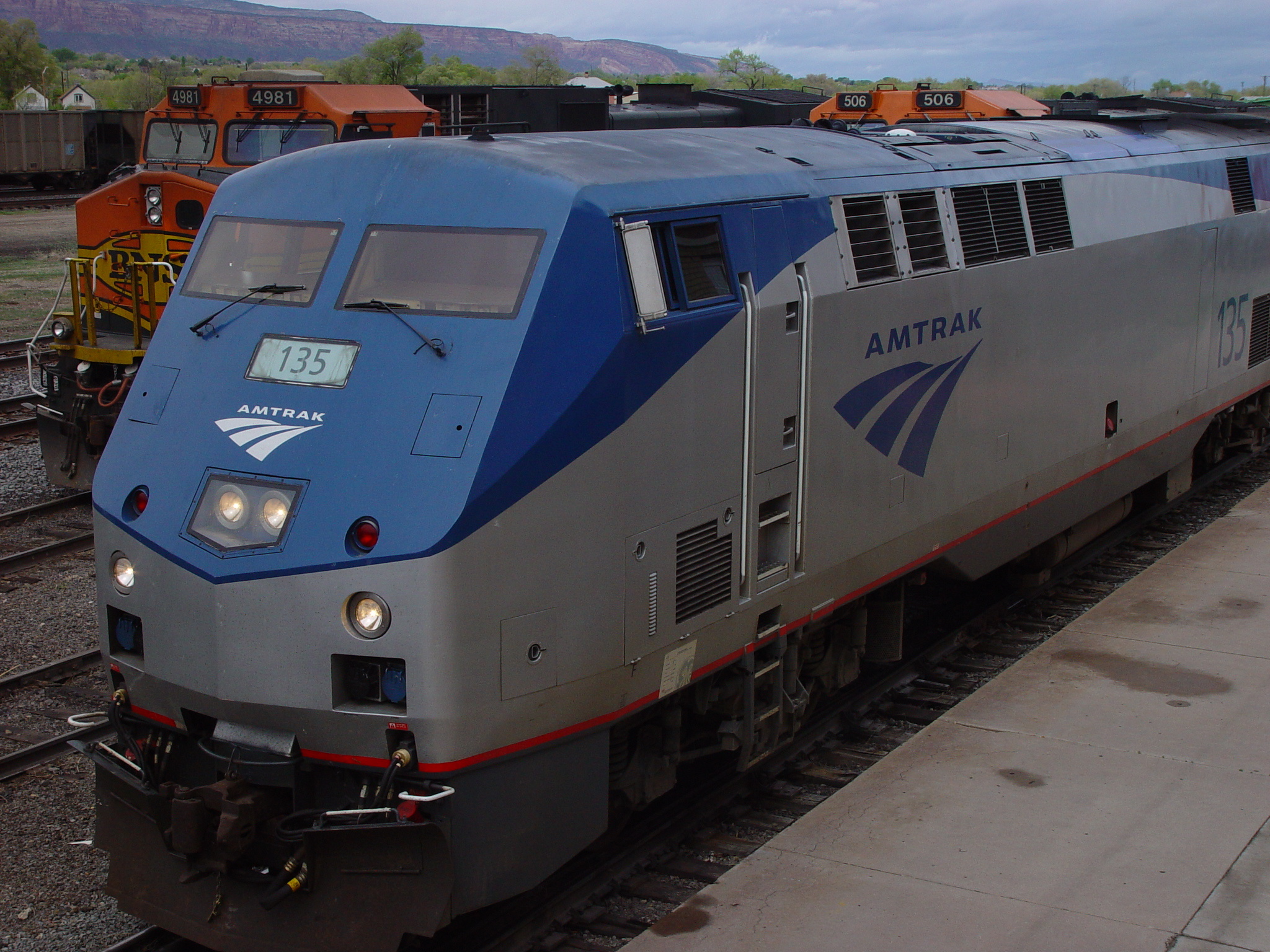
GE P42DC Locomotivă Diesel americană modernă utilizată de Amtrak

Cu toate că primele vehicule feroviare cu propulsie prin motoare Diesel au fost exploatate eficient abia după cel de-al Doilea Război Mondial, istoria locomotivei Diesel începe încă de la sfârșitul secolului al XIX-lea, imediat după inventarea motorului cu aprindere prin compresie, și se continuă până în zilele noastre.
Locomotiva Diesel a înlocuit-o treptat pe cea cu abur, ulterior concurând cu locomotiva cu turbină cu gaze, pentru ca spre sfârșitul secolului al XX-lea să fie depășită ca performanțe de cea electrică.

## Precursori
Primele încercări de realizare a unor vehicule feroviare cu propulsie prin motoare cu ardere internă se situează la sfârșitul secolului al XIX-lea.
Mai întâi au fost experimentate motoarele cu aprindere prin scânteie, de tipul celor folosite de germanul Gottlieb Daimler (1834 - 1900) la primele sale automobile, care au fost extinse la automotoare și tramvaie.
În 1888, un tramvai echipat cu motor cu explozie cu petrol - de tip Daimler - a fost introdus experimental în circulație la Cannstadt (lângă Stuttgart). Prima locomotivă propulsată de un motor cu explozie a fost realizată în 1901 de societatea Anciens établissement Panhard et Levassor. În 1905, a fost introdusă, pe liniile companiei engleze North Eastern Railway, o locomotivă cu motoare cu explozie, care avea transmisie electrică în curent continuu.
Un alt vehicul feroviar experimental a fost și locomotivă cu gazolină a companiei engleze Maudslay Motor Co. din Coventry. A fost construită în 1905 și avea o putere de 70 CP.

## Primele locomotive Diesel
În 1897, germanul Rudolf Diesel (1858 - 1913) a realizat motorul cu ardere internă, la care producerea aprinderii amestecului de aer și combustibil lichid nu se mai face prin scânteie, ci prin compresie.
Denumit - după inventatorul său - motorul Diesel, patentat în 1892, avea să revoluționeze tracțiunea feroviară, el fiind și astăzi cel mai utilizat motor în acest domeniu.
Primele încercări de aplicare a acestui motor la tracțiunea feroviară au fost efectuate de firma americană General Electric.
Prima locomotivă Diesel de succes din lume a fost construită în 1912 de firma elvețiană Sulzer-Winterthur. Un motor Diesel, de 1.200 CP și cu patru cilindri dispuși în V, era cuplat, prin intermediul unor biele, direct la osiile motoare ale locomotivei.
Locomotiva elvețiană avea o greutate de serviciu de 85 tone-forță și o viteză maximă de circulație de 100 km/h. Ea a fost utilizată, până în preajma Primului Război Mondial, la remorcarea trenurilor de călători în Prusia și în landul Hessen.
Un rol deosebit în evoluția locomotivelor Diesel l-a avut profesorul Iurii Vladimirovici Lomonosov (1876 - 1952), care în 1920 a întocmit proiectele primelor locomotive Diesel de mare putere.
După proiectele lui Lomonosov au fost construite, pentru liniile ferate ruse, mai multe locomotive Diesel - prototip în Germania, Elveția, și Rusia.
Printre primele locomotive experimentale (proiecte Lomonosov) a figurat și cea construită în 1926 în Germania de uzinele Düsseldorf-Grafenberg.
Aceasta era echipată cu un motor Diesel cu șase cilindri dispuși în linie, dezvoltă o putere de 1.050 CP.
Avea o greutate în serviciu de 131 tf și viteză maximă de 48 km/h.
În 1925 este introdusă tracțiunea Diesel și în SUA, mai întâi pe liniile companiei Baltimore & Ohio Railway, apoi s-a extins pe toate marile rețele feroviare americane, astfel că în SUA tracțiunea Diesel (mai ales sub forma transmisiei electrice) este cel mai frecvent utilizată.

## Inovații și extindere
Necesitatea obținerii unor puteri mai mari a locomotivelor Diesel a condus la înlocuirea transmisiei mecanice cu cea hidraulică sau cu cea electrică, urmând ca transmisia mecanică să se utilizeze doar la locomotivele Diesel de mică putere, destinate în special serviciului de manevră.
În 1934 a fost construită la uzinele ruse Kolomenski locomotiva Diesel-electrică V.M. tip 2-D0-1 + 1-D0-2, care aveau o greutate de serviciu de 246 tf, o putere de 2.100 CP și o viteză maximă de 72 km/h. O astfel de locomotivă avea 14 osii, din care 8 erau motoare.

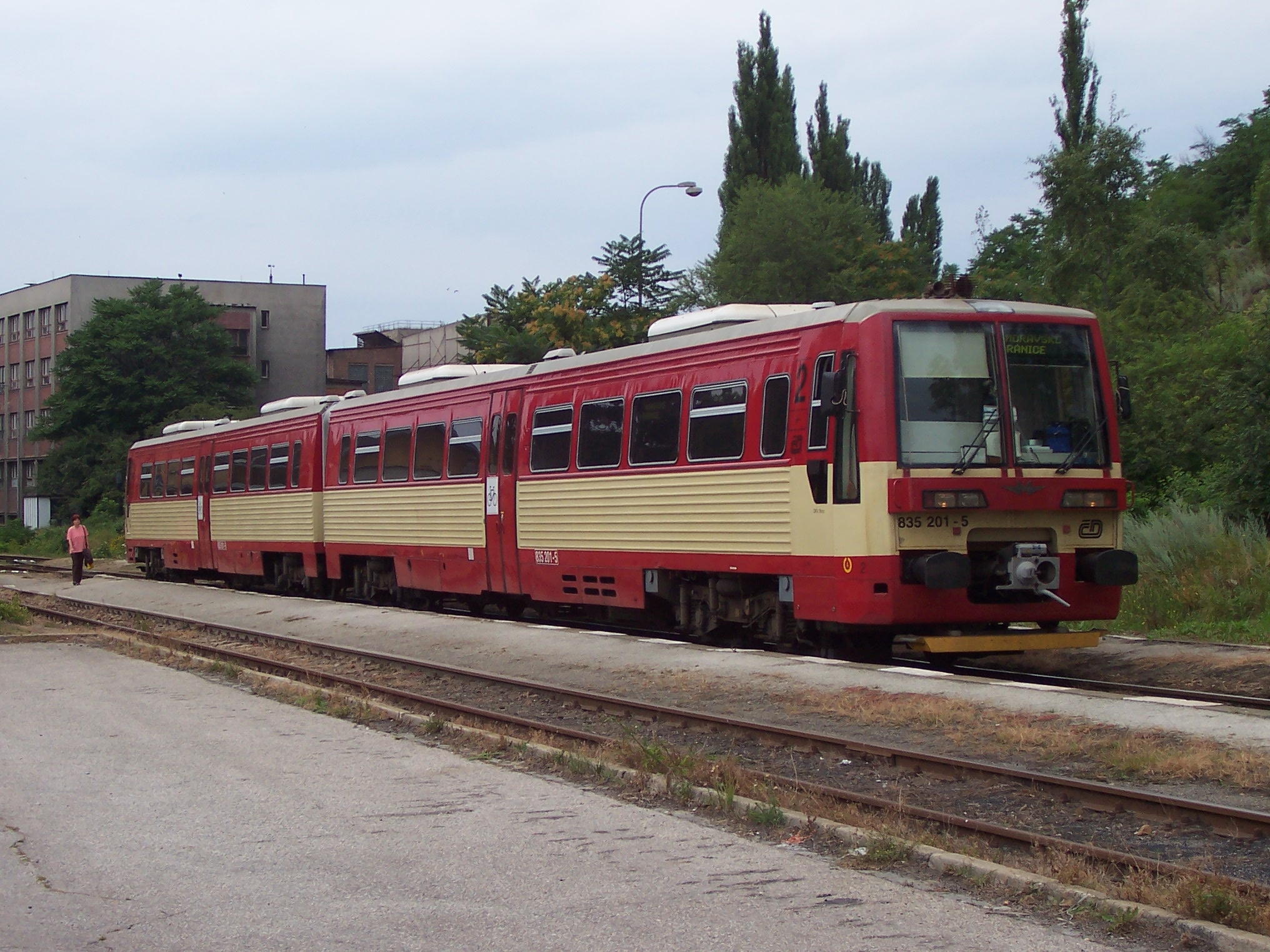
Automotor Diesel 835, fabricat de Metrovagonmaș în stația Oslovany, Cehia.

O alta inovație o constituie aplicarea convertizorului mecanic de cuplu, inventat de savantul român George Constantinescu. Primul vehicul feroviar cu o astfel de dotare a fost construit în 1925 în Anglia. Primele demonstrații publice au avut loc la 30 iunie 1925, an în care au avut loc în Anglia mari serbări prilejuite de comemorarea a 100 de ani de la inaugurarea liniei Stockton - Darlington.

## Automotoarele Diesel
În Germania, primul tren automotor aerodinamic de mare viteză cu tracțiune Diesel-electrică, a fost construit în 1931 - 1932 de firmele Wumag, Maybach și Siemens-Schuckert-Werke (S.S.W.). Automotorul german, denumit Der fliegende Hamburger ("Hamburghezul zburător"), a fost introdus în exploatare comercială la 15 mai 1933, pe traseul Berlin - Hamburg (277 km). Puterea totală era de 820 CP, iar viteza maximă de 160 km/h. Succesul obținut de primul tren aerodinamic german a condus la extinderea acestui tip de transport, obținându-se viteze tot mai mari. Astfel, în timpul probelor efectuate la 17 ianuarie 1936, între stațiile Ludwigslust și Wittenberge s-a atins 203 km/h, un nou record mondial de viteză al tracțiunii Diesel-electrice.
În Olanda, primele trenuri automotoare cu tracțiune Diesel-electrică au fost introduse între 1933 - 1934. Aceste trenuri, denumite Flying Dutchman ("Olandezul zburător") aveau o putere totală de 820 CP și atingeau o viteză maximă de 140 km/h.
În Franța, primele astfel de trenuri au fost introduse în iulie 1934, pe traseul Paris - Lille. Denumite Trains Automoteurs Rapides (T.A.R.), acestea aveau 820 CP și atingeau o viteză maximă de 150 km/h (în regim comercial doar 103 km/h). Această viteză a fost depășită de automotorul tip Bugatti care, la 12 ianuarie 1935, a parcurs traseul Paris - Strasbourg cu o viteză medie de 130 km/h.
Primul tren aerodinamic american, denumit Burlington Route a fost introdus în circulație în 1934, pe liniile companiei Chicago Burlington & Quincy Railroad. Puterea acestuia era de 750 CP și atingea o viteză maximă de 150 km/h.

### Automotoarele de mare viteză

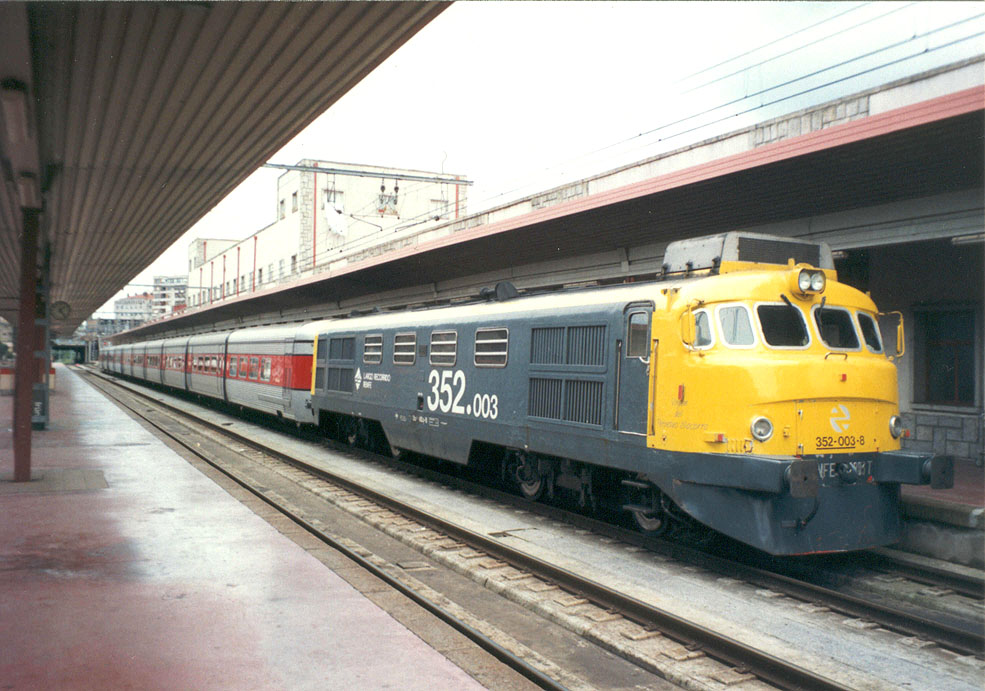
Locomotiva diesel cu trenul spaniol Talgo

După cel de-al Doilea Război Mondial, tracțiunea Diesel de mare viteză a revenit în atenția specialiștilor feroviari.
Tradiția celebrelor trenuri Diesel-electrice de mare viteză Der Fliegende Hamburger, Flying Dutchman, Zephyr este continuată de trenurile H.S.T. (Marea Britanie), L.R.C. (Canada), S.P.V. (SUA), X.P.T. (Australia).
În Europa au fost realizate în 1957 ramele Diesel Trans-Europ-Express (TEE), care legau între ele Franța, Germania, Luxemburg, Belgia, Olanda, Elveția și Italia. Ramele TEE erau echipate cu 2 - 3 motoare Diesel, având o putere individuală de 1.100 CP. Ulterior, ramele TEE au fost înlocuite de rame electrice.
Țările în care se aplica cu succes soluția ramelor aerodinamice de mare viteză (adică de peste 200 km/h), cu tracțiune Diesel, sunt Marea Britanie, Franța, Germania, Japonia. Aceste țări puternic industrializate formează Clubul celor Patru ("Le Club des quatre").
Debutul l-a înregistrat Marea Britanie, la 5 mai 1975, prin introducerea în exploatare comercială a trenului prototip High Speed Train (HST) pe traseul Londra - Bristol.
Încă din timpul probelor, acest tren atinsese, pe 12 iunie 1973, viteza maximă de 230,1 km/h, recordul mondial al tracțiunii Diesel.

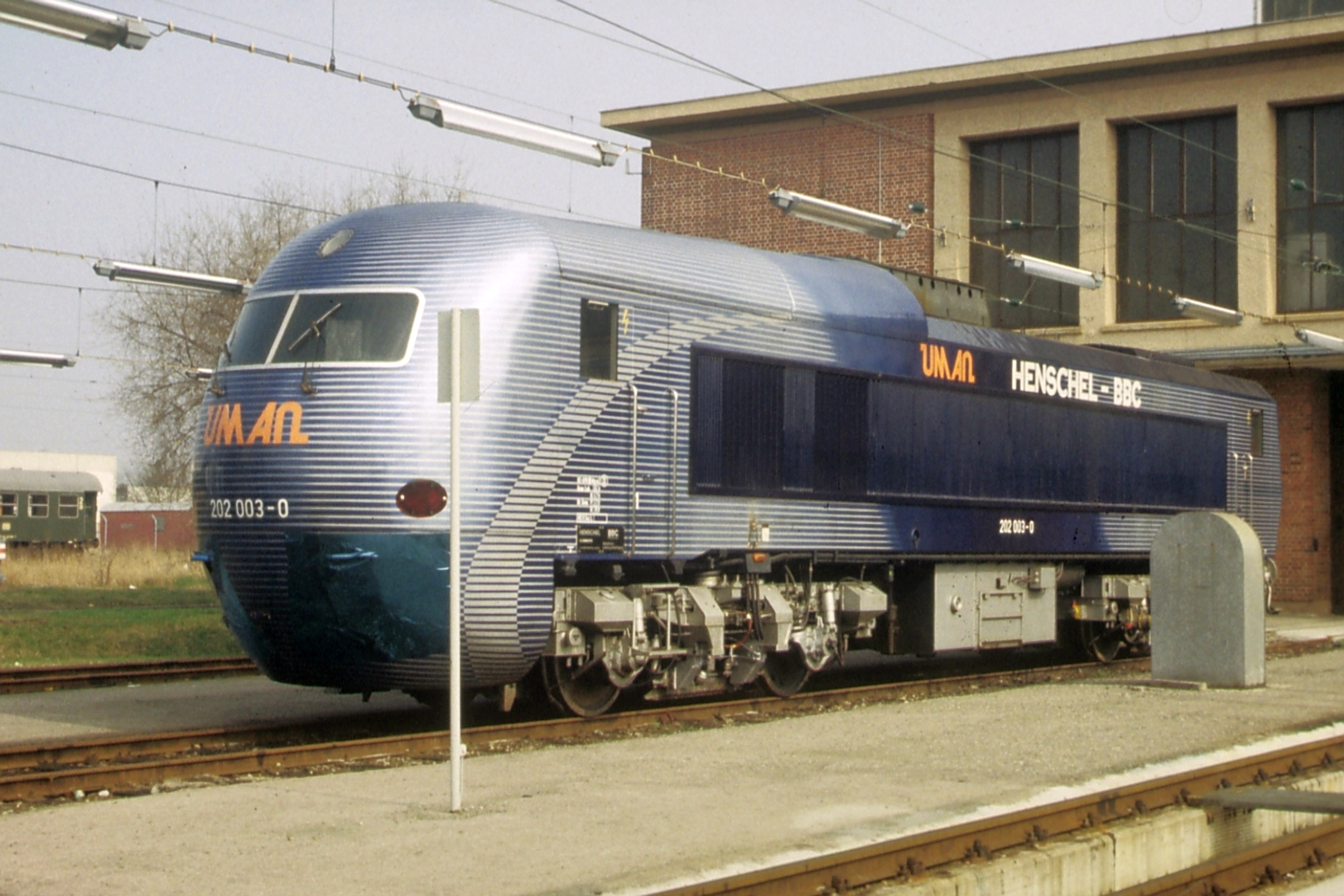
Locomotiva Diesel germană DE2500-UMAN, 1983

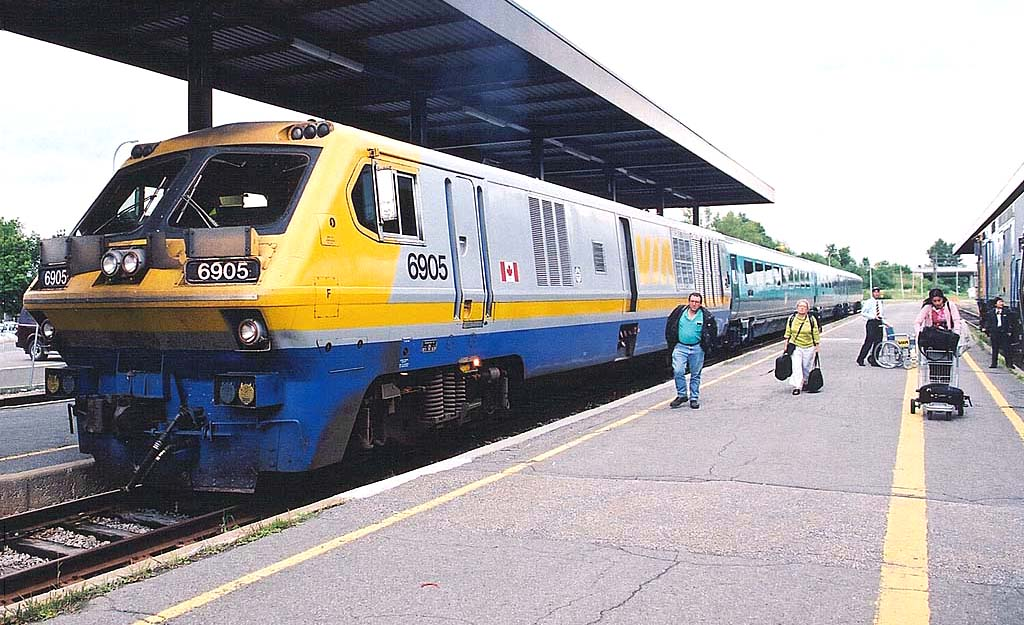
Trenul LRC. A fost retras în 2002, dar vagoanele încă se mai folosesc în trenurile canadiene.

Trenul canadian L.R.C. ("Light, Rapid, Comfortable") a atins, la 10 martie 1976, o viteză maximă de 207 km/h, iar cel australian Express Passenger Train (XPT), la 6 septembrie 1981, 183 km/h.

## Locomotive de mare putere
O alta inovație introdusă, în perioada 1930 - 1935, în construcția locomotivelor Diesel, este supraalimentarea. Aceasta a condus la creșterea puterii și la apariția locomotivelor de mare putere:
- În 1936, a fost realizate pentru liniile ferate franceze un model de locomotivă Diesel de 4.400 CP. Aceasta avea o lungime de 32 m, greutate totală în serviciu de 228 tf și viteza maximă de 120 km/h.

- În 1961, firma germană Maffei-Munchen livrează unor rețele feroviare americane șase locomotive Diesel-hidraulice ML-4.000. Acestea aveau 4.000 CP, o greutate de 150 - 162 tf și o viteză maximă de 113 km/h.

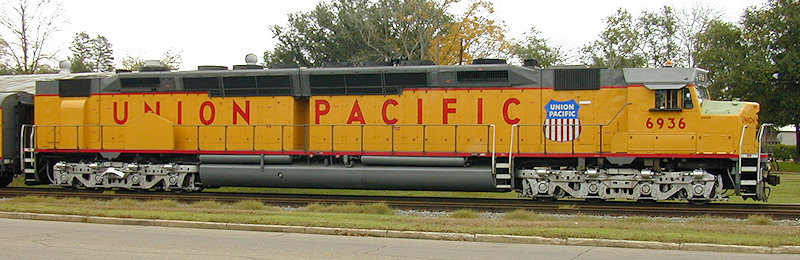
Locomotiva Centennial (utilizată de Union Pacific Railroad), cea mai puternică locomotivă Diesel-electrică din lume (are peste 30 m lungime)

- În perioada 1969 - 1970, compania General Motors construiește cea mai puternică locomotivă Diesel-electrică din lume, Centennial.[7] Aceasta avea o lungime de peste 30 m, puterea maximă 6.600 CP și putea atinge o viteză de 145 km/h. Capacitatea rezervoarelor este corespunzătoare dimensiunilor unei astfel de locomotive: 32 m3 combustibil, 6 m3 apă, 5.000 l ulei și 2 tone nisip.

- Cea mai puternică locomotivă Diesel-electrică din Europa este cea fabricata în Rusia în 1953, TE3-001. Avea 4.000 CP și atingea 100 km/h.

## Tracțiunea Diesel în România

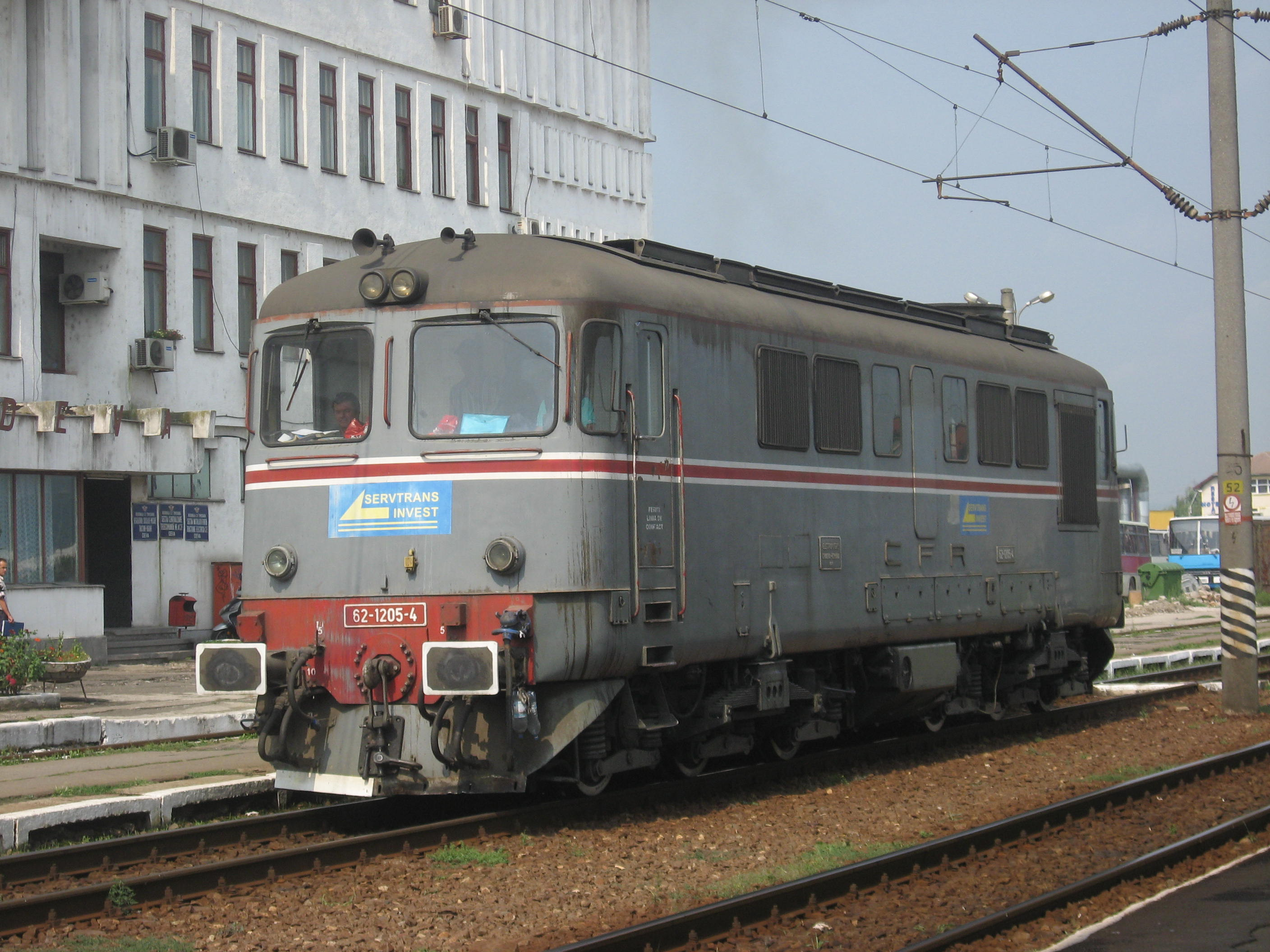
Locomotiva Diesel-electrică românească 060-DA

În 1934 a început, la uzinele Malaxa (București) și Astra (Arad), construcția primelor automotoare Diesel românești (CFR clasa 77). La 30 iunie 1925 s-au realizat primele demonstrații publice ale locomotivei acționate prin intermediul convertizorului de cuplu inventat de Gogu Constantinescu.
Administrația CFR a comandat în 1936 la firma Sulzer A.G. - Winterthur cea mai puternică locomotiva Diesel-electrică a acelei perioade, locomotiva DE-241. Aceasta avea o putere instalată de 2×2.200 CP, greutatea locomotivei în serviciu de 230 tf, viteza maximă de 100 km/h. Echipamentul electric a fost realizat de Brown & Boveri Co., iar cel mecanic de Henschel & Sohn.
Aceasta locomotivă a servit ca model pentru locomotivele Diesel-electrice românești 060-DA.
Tracțiunea Diesel - în adevăratul sens al cuvântului - a fost utilizată de rețeaua CFR începând cu 1959.
Noua etapă a început o dată cu construirea, pe bază de licență elvețiană (Sulzer Winterthur - constructorul motorului Diesel, BBC Baden - constructorul echipamentului electric și SLM Winterthur  - constructorul părții mecanice) a primelor locomotive Diesel-electrice de 2.100 CP de tip 060-Da si 060-DA1. Alte caracteristici: lungimea între tampoane= 17 m, greutatea locomotivei (cu 2/3 din provizii)= 114 tf, viteza maximă= 100/120 km/h. Cele șase exemplare de locomotive construite în Elveția au fost utilizate pentru remorcarea trenurilor grele de marfă pe ruta dificilă Brașov - Predeal, înlocuind definitiv locomotivele cu abur.
În 1960, conform unui contract încheiat cu firmele elvețiene menționate, debutează și în România fabricarea locomotivei Diesel cu transmisie electrică. Electroputere Craiova devenea fabricantul general, care executa echipamentul electric al transmisiei și montajul general. Uzina Constructoare de Mașini Reșița devenea constructorul motorului Diesel 12 LDA 28, sub licența Sulzer, al transmisiei mecanice și al boghiurilor (ulterior acestea vor fi construite de Caromet Caransebeș).
Evoluția industriei socialiste a condus la dezvoltarea parcului de locomotive Diesel și apoi electrice care treptat au înlocuit definitiv locomotivele cu aburi.
Dacă primele locomotive Diesel românești erau proiectate inițial pentru trenurile de marfă, succesul acestora a determinat utilizarea lor și pentru remorcarea trenurilor de călători. Pentru aceasta au fost operate unele modificări tehnice asupra locomotivelor ce au ridicat viteza maximă a acestora de la 100 la 120 km/h.
Fiind considerate preponderent locomotive pentru trenuri de marfă, ele nu au fost prevăzute cu instalații de încălzire a trenurilor, fapt ce a determinat utilizarea la CFR, pe timp de iarnă, a vagoanelor WIT (la început se foloseau chiar locomotive cu abur remorcate).

## Viitorul tracțiunii Diesel
Randamentul global al unei locomotive Diesel-electrice, la cârligul de tracțiune, este de 22 % Dacă se face același bilanț energetic global în cazul producerii energiei electrice în cadrul termocentralelor s-ar ajunge la o cifră similară, 35 - 36 %. dar dacă ținem cont de existența hidrocentralelor și la alte modalități de obținere a energiei electrice din surse regenerabile, vom vedea că balanța se înclină în favoarea tracțiunii electrice. Dacă ținem seama și de faptul că motoarele electrice sunt mai ușor de întreținut și de exploatat, înțelegem de ce tracțiunea Diesel pierde teren din ce în ce mai mult, lăsând câmp liber de acțiune tracțiunii electrice.